# Immunoevasine
Unter Immunoevasinen versteht man Proteine, welche es Viren erlauben, die Immunreaktion ihres Wirtes zu unterdrücken oder zu umgehen. Viele Virenfamilien besitzen eigene Immunoevasine, deren Mechanismen in vier Hauptklassen eingeteilt werden können (hier auf Antigenprozessierung und -präsentation bezogen):
- Verhindern des Eintritts des Antigen-Peptids ins endoplasmatische Reticulum (ER)
- Zurückhalten der MHC-Klasse-I-Komplexe im ER
- Abbau der MHC-Klasse-I-Komplexe
- Binden der MHC-Klasse-I-Komplexe an die Zelloberfläche

| Virus                    | Protein | Kategorie                              | Mechanismus                                                                         |
| ------------------------ | ------- | -------------------------------------- | ----------------------------------------------------------------------------------- |
| Herpes-simplex-Virus 1   | ICP 47  | Verhindert Eintritt des Peptids ins ER | Verhindert Bindung des Peptids an TAP                                               |
| Humanes Cytomegalievirus | US6     | Verhindert Eintritt des Peptids ins ER | Hemmt die ATPase-Aktivität des TAP                                                  |
| Rinderherpesvirus        | UL 49.5 | Verhindert Eintritt des Peptids ins ER | Hemmt den Transport von TAP-Peptiden                                                |
| Adenovirus               | E19     | Hält MHC-I im ER zurück                | Kompetitiver Tapasin-Inhibitor                                                      |
| HCMV                     | US3     | Hält MHC-I im ER zurück                | Hemmt die Funktion von Tapasin                                                      |
| Murines Cytomegalievirus | M152    | Hält MHC-I im ER zurück                | Unbekannt                                                                           |
| HCMV                     | US2     | Baut MHC-I ab                          | Transportiert einige der neusynthetisierten MHC-I-Moleküle ins Cytosol              |
| Murines Gammaherpesvirus | mK3     | Baut MHC-I ab                          | E3-Ubiquitin-Ligase-Aktivität                                                       |
| Murines CMV              | m4      | Bindet MHC-I an die Zelloberfläche     | Verhindert die Erkennung durch cytotoxische Lymphozyten via unbekannten Mechanismus |